# Сім хвилин на небесах
«Сім хвилин на небесах» — гра для вечірок, у яку грають американські підлітки.
Кажуть, що гра виникла в місті Цинциннаті на початку 1950-х років.

## Правила
Двоє людей зачиняються разом у шафі або іншому темному закритому приміщенні і роблять все, що їм заманеться, протягом семи хвилин. Зазвичай можна цілуватися, пестити одне одного і навіть займатися сексом… Але учасники також можуть просто розмовляти один з одним, займатися більш спокійною діяльністю або просто нічого не робити і чекати, коли закінчиться таймер.
Учасники можуть бути відібрані різними методами, наприклад, за допомогою гри в пляшку або жереба.